# Parasemidalis principiae
Parasemidalis principiae är en insektsart som beskrevs av György Sziráki och Greve 2001. Parasemidalis principiae ingår i släktet Parasemidalis och familjen vaxsländor. Inga underarter finns listade i Catalogue of Life.